# Чуфлешть
Чуфлешть (рум. Ciuflești) — село в Молдові в Каушенському районі. Утворює окрему комуну.
| Молдова | Це незавершена стаття з географії Молдови. Ви можете допомогти проєкту, виправивши або дописавши її. |

1. ↑  Перепис населення Молдови (2014) — 2017.